# Мелани Лински
Мелани Джейн Лински (на английски: Melanie Jayne Lynskey) (родена на 16 май 1977 г.) е новозеландска актриса. Най-известна е с ролята си на Роуз в ситкома „Двама мъже и половина“. Участва и във филми като „Имало едно време: Историята на Пепеляшка“ (1998), „Грозна като смъртта“ (2000), „Високо в небето“ (2009) и други.

## Избрана филмография
- „Божествени създания“ („Heavenly Creatures“, 1994)
- „Имало едно време: Историята на Пепеляшка“ („Ever After“, 1998)
- „Грозна като смъртта“ („Coyote Ugly“, 2000)
- „Двама мъже и половина“ („Two and a Half Men“, 2003 – 2015)
- „Високо в небето“ („Up in the Air“, 2009)